# Тамдинський район

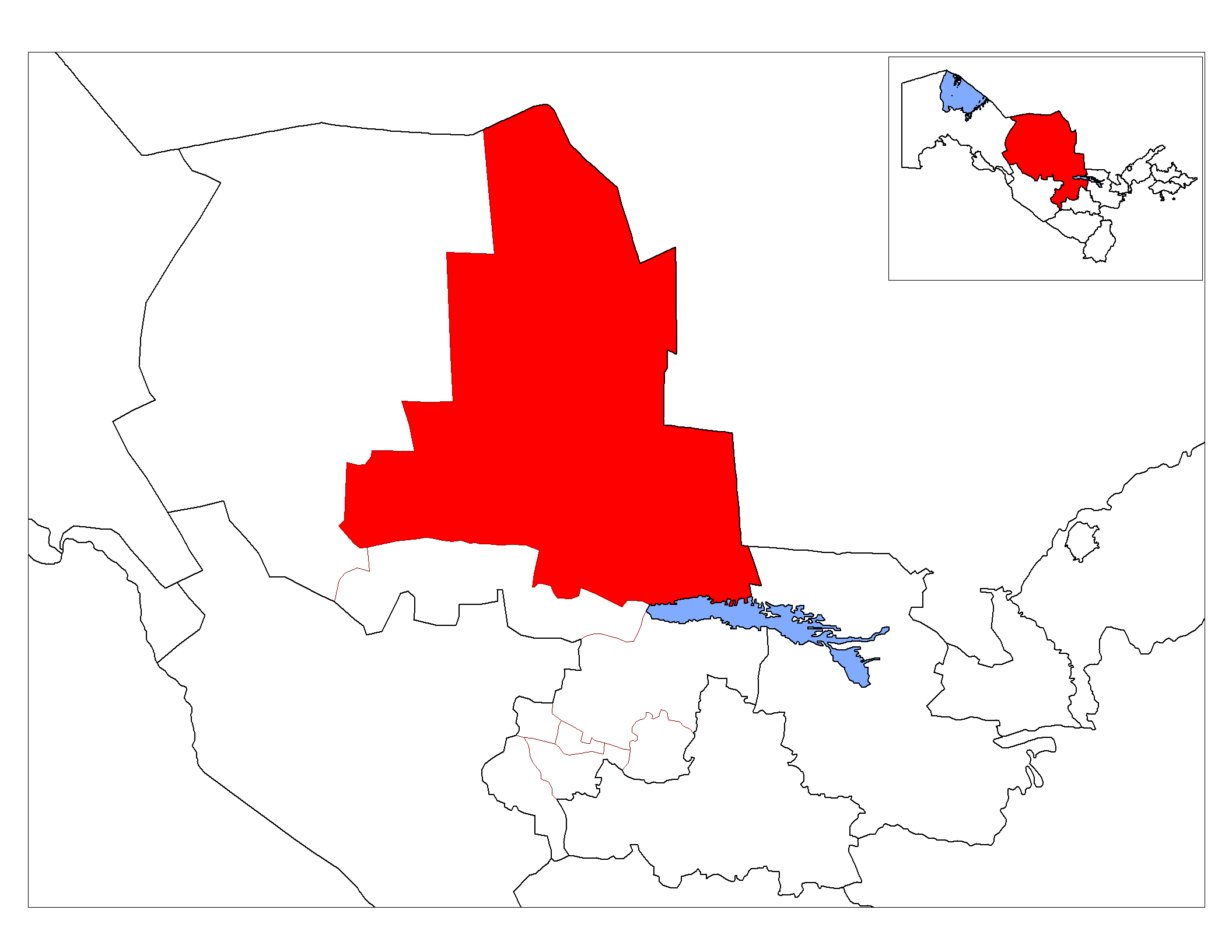
Розташування району в Навоїйській області.

Тамдинський район (узб. Томди тумани, Tomdi tumani) — район у Навоїйській області Узбекистану. Розташований на сході області. Утворений в 1928 році. Центр — міське селище Тамдибулак.
| Узбекистан | Це незавершена стаття з географії Узбекистану. Ви можете допомогти проєкту, виправивши або дописавши її. |